# Закарпатська обласна літературна премія імені Федора Потушняка
Обласна премія імені Федора Потушняка — регіональна літературна премія Закарпатської області заснована Закарпатською обласною радою народних депутатів у 1995 році на честь письменника, науковця та громадсько-культурного діяча Федора Потушняка.
За словами голови Закарпатської обласної організації НСПУ Петра Ходанича — це найпрестижніша серед п'яти нині існуючих (станом на 2011 рік) літературних премій Закарпаття.
Премію присуджують професійним літераторам членам Національної спілки письменників України, які проживають на території Закарпатської області, один раз на рік за найкращі твори в жанрах: прози, поезії, драматургії, літератури для дітей, літературної критики і літературознавства за роман, повість, збірку творів, поему, п'єсу, які відображають загальнолюдські духовні цінності, багатогранність буття українського народу, процеси формування і розбудови держави, своєрідність етнокультурних, соціальних, політичних процесів на Закарпатті; літературно-критичні праці, науково-проблемні видання з літературознавства, ґрунтовні видання про творчість окремих письменників області.
На здобуття премії можуть висуватись твори, які вийшли друком протягом останніх двох років і стали відомими громадськості. Причому літературні твори, відзначені іншими преміями, книги вибраних творів, а також ті, що обговорювалися конкурсною відбірковою комісією та обласним комітетом з присудження премій у попередні роки до уваги не беруться.
Висунення творів на здобуття премії можуть здійснювати: рада Закарпатської обласної організації Національної спілки письменників України, правління обласної організації Національної спілки театральних діячів України (у жанрі драматургії), органи культури, мистецькі установи, гуманітарні кафедри вищих навчальних закладів, громадсько-культурні організації, товариства, видавництва і редакції літературно-мистецьких журналів шляхом об'єктивного вивчення і публічної оцінки творів.
Нагородженому присвоюється звання «Лауреат літературної премії імені Федора Потушняка» із врученням диплому та грошової премії. Нагородження відбувається напередодні Нового Року.

## Лауреати
- 1995 — Басараб Василь Степанович, Кешеля Дмитро Михайлович, Мейгеш Юрій Васильович;
- 1996 — Вовчок Василь Юрійович, Керекеш Юрій Юрійович;
- 1997 — Копинець Карло Федорович;
- 1998 — Шип Юрій Васильович;
- 1999 — Густі Василь Петрович, Дурунда Андрій Ілліч, Мідянка Петро Миколайович, Поп Василь Степанович
- 2000 — Кухта Василь Васильович, Рошко Михайло Михайлович;
- 2001 — Керита Христина Василівна, Скунць Петро Миколайович, Фединишинець Володимир Степанович, Ходанич Петро Михайлович;
- 2002 — Балега Юрій Іванович, Кудрявська Людмила Борисівна, Повх Лідія Петрівна;
- 2003 — Жупанин Степан Ілліч, Кешеля Дмитро Михайлович;
- 2004 — Кузан Василь Васильович;
- 2005 — Козак Іван Юрійович, Панчук Надія Михайлівна, Салаї Барбара Миколаївна, Шкіря Василь Васильович;
- 2006 — Балла Карой Ласлович, Густі Василь Петрович, Малик Галина Миколаївна, Ходанич Петро Михайлович;
- 2007 — Балла Карой Ласлович, Кешеля Дмитро Михайлович, Кудрявська Людмила Борисівна, Кузан Василь Васильович, Малик Галина Миколаївна, Повх Лідія Петрівна;
- 2008 — Густі Василь Петрович, Кухта Василь Васильович, Ліхтей Тетяна Василівна, Малик Галина Миколаївна, Ходанич Петро Михайлович;
- 2009 — Дочинець Мирослав Іванович, Керита Христина Василівна, Козак Іван Юрійович, Фединишинець Володимир Степанович, Шип Юрій Васильович;
- 2010 — Кешеля Дмитро Михайлович, Панчук Надія Михайлівна, Повх Лідія Петрівна, Єва Берніцкі-Балла, Федака Сергій Дмитрович;
- 2011 — Дурунда Андрій Ілліч, Нейметі Маріанна Іванівна, Рошко Михайло Михайлович;
- 2012 — Кешеля Дмитро Михайлович, Кудрявська Людмила Борисівна, Кузан Василь Васильович, Ліхтей Тетяна Василівна, Ходанич Петро Михайлович;
- 2013 — Балега Юрій Іванович, Гаврош Олександр Дюлович, Густі Василь Петрович, Ігнатович Олександра Степанівна, Керита Христина Василівна;
- 2014 — Федака Дмитро Михайлович, Федака Сергій Дмитрович, Фединишинець Володимир Степанович;
- 2015 — Андрусів Вікторія Андріївна, Гаврош Олександр Дюлович, Ференц Надія Станіславівна, Шип Юрій Васильович;
- 2016 — Дурунда Андрій Ілліч, Кухта Василь Васильович, Ліхтей Тетяна Василівна, Малик Галина Миколаївна, Повх Лідія Петрівна;
- 2017 — Валерія Юричкова;
- 2018 — Гаврош Олександр Дюлович, Горват Олександр Калманович, Густі Василь Петрович, Кешеля Дмитро Михайлович, Малик Галина Миколаївна, Нейметі Маріанна Іванівна, Панчук Надія Михайлівна, Федака Сергій Дмитрович, Шкіря Василь Васильович;
- 2019 — Дочинець Мирослав Іванович, Кузан Василь Васильович, Панчук Надія Михайлівна, Ходанич Петро Михайлович;
- 2020 — Гаврош Олександр Дюлович, Кешеля Дмитро Михайлович, Кузан Василь Васильович, Мотрук Віктор Петрович, Повх Лідія Петрівна, Шип Юрій Васильович, Шкіря Василь Васильович;
- 2021 — Густі Василь Петрович, Кузан Василь Васильович, Повх Лідія Петрівна, Ребрик Наталія Йосипівна, Федака Сергій Дмитрович, Ходанич Петро Михайлович;
- 2022 — Гаврош Олександр Дюлович, Грицан Марія Іванівна, Дурунда Наталія Іванівна, Ребрик Іван Михайлович;
- 2023 — Греба Василь Михайлович, Козоріз Ганна-Олександра Володимирівна, Куждіна Ольга Володимирівна, Пекар Олена Василівна;
- 2024 — Андрійцьо Василь Михайлович, Басараб Михайло Михайлович, Павлишин Любов Володимирівна, Пігуляк Микола Миколайович, Шип Юрій Васильович, Шкіря Василь Васильович.